# Bruce Davidson
Bruce Oram Davidson (31 dicembre 1949) è un cavaliere statunitense.
Ha partecipato a cinque edizioni dei giochi olimpici (1972, 1976, 1984, 1988 e 1996) conquistando complessivamente quattro medaglie.

## Palmarès
Olimpiadi
- 4 medaglie:
  - 2 ori (concorso completo a squadre a Montréal 1976, concorso completo a squadre a Los Angeles 1984)
  - 2 argenti (concorso completo a squadre a Monaco di Baviera 1972, concorso completo a squadre a Atlanta 1996).

Mondiali
- 5 medaglie:
  - 3 ori (concorso completo a squadre a Burghley 1974, concorso completo individuale a Burghley 1974, concorso completo individuale a Lexington 1978)
  - 2 bronzi (concorso completo a squadre a Lexington 1978, concorso completo a squadre a Stoccolma 1990).

Giochi panamericani
- 4 medaglie:
  - 1 oro (concorso completo individuale a Mar del Plata 1995)
  - 3 argenti (concorso completo individuale a Città del Messico 1975, concorso completo a squadre a Città del Messico 1975, concorso completo a squadre a Mar del Plata 1995).